# Kociołki (województwo lubelskie)
Kociołki lub Kociełki – nieistniejąca już wieś w Polsce położona w województwie lubelskim, w powiecie biłgorajskim, w gminie Biłgoraj.
Wieś powstała w I połowie XIX wieku (od 1845 roku pojawia się pierwsza wzmianka o nazwie miejscowej "Kociołki") poprzez wykarczowanie lasu i osiedlenie się tam kilku rodzin ze wsi Różnówka (obecnie dzielnica Biłgoraja). Zabudowania widnieją na mapie kwatermistrzowskiej (przy czym dane terenowe do opracowania mapy zebrano przed 1839 rokiem). Miejscowość składała się z 4-7 chałup.
Sama wieś ok. 1930 roku przestała istnieć – drewno użyte do budowy chałup zostało wykorzystane przy budowie nowej gajówki, która istniała w tym miejscu aż do lat 60. XX wieku. W czasie II wojny światowej gajówka była używana do przechowywania broni i zaopatrzenia dla partyzantów oraz wielokrotnie udzielała im schronienia.
Inne miejscowości o nazwie Kociołki: Kociołki